# Filosofia sufi
A filosofia sufi inclui as escolas de pensamento únicas para o sufismo, um ramo místico dentro Islã, também denominado como Tasawwuf ou Faqr de acordo com os seus adeptos. O sufismo e suas tradições filosóficas podem estar associados ao Islã sunita e ao Islã xiita. Foi sugerido que o pensamento sufi emergiu do Oriente Médio no século VIII, mas os adeptos agora são encontrados em todo o mundo. Segundo o sufismo, ele é uma parte do ensinamento islâmico que lida com a purificação do eu interior e é o caminho que remove todos os véus entre o divino e o homem. Foi por volta de 1000 EC que a literatura sufi primitiva, na forma de manuais, tratados, discursos e poesia, se tornou a fonte do pensamento e meditações sufistas. A filosofia sufi, como todas as outras principais tradições filosóficas, tem vários sub-ramos, incluindo metafísica e cosmologia, além de vários conceitos únicos.

## História
O surgimento do pensamento sufi é comumente ligado aos desenvolvimentos históricos do Oriente Médio nos séculos VII e VIII, após a vida do Profeta Maomé, e seu desenvolvimento ocorreu ao longo dos séculos seguintes. Entre os séculos X e XII, o sufismo se tornou uma disciplina amplamente difundida. Uma das primeiras santas sufi foi Rabia al-Adawiyya, que, tradicionalmente em narrativas sobre ela, considera-se ter influenciado um grande número de seguidores sufi em sua cidade, Baçorá. Um dos primeiros autores influentes da filosofia sufi foi Algazali (1058-1111). Ele discutiu o conceito de si e as causas de sua miséria e felicidade. No final do século XIII, o sufismo havia se tornado uma ciência bem definida do despertar espiritual em todo o mundo islâmico, uma "Idade de Ouro Islâmica". Nenhum domínio importante na civilização do Islã permaneceu inalterado pelo sufismo neste período. Várias tariqahs (ordens sufis) foram fundadas. Também uma classe de notáveis filósofos sufistas, teólogos e juristas como Hankari, Ibn Arabi, Abu Saeed Mubarak Makhzoomi, liderou esta época que treinou e gerou espécimes históricos de filósofos e gênios agora lidos em todo o mundo, como Algazali, Avicena, etc.. Um marco importante feito na história da filosofia sufi foi definido por Abdalcáder Guilani com sua jurisprudência e filosofia do sufismo que o fizeram definir as ordens sufistas. A ordem adotada por Guilani foi a Cadíria e o ramo que ele começou mais tarde ficou conhecido como Sarwari Qadiri. Várias outras ordens também foram fundadas nesta era. Os sufis foram influentes na difusão do Islã, particularmente nos postos avançados do mundo muçulmano na África, Índia e Extremo Oriente.

## Metafísica
As principais ideias da metafísica sufi cercaram o conceito de Wahdat ou "Unidade com Deus". Duas principais filosofias sufistas prevalecem sobre esse tópico controverso. Wahdat-ul-Wujood (Unidade do Ser) afirma essencialmente que a única verdade dentro do universo é Deus, e que todas as coisas existem somente dentro de Deus. Wahdat-ul-Shuhud (Aparentismo, ou Unidade de Testemunho), por outro lado, sustenta que qualquer experiência de unidade entre Deus e o mundo criado está apenas na mente do crente e que Deus e sua criação são inteiramente separados. É o estado em que não há diferença entre Deus e o ser humano que está tentando alcançar um estado específico, ou seja, "Ninguém exceto Deus". O conceito de metafísica sufi foi pela primeira vez discutido em profundidade por escrito por Ibn Arabi, em uma de suas obras mais prolíficas intituladas Fusus al-Hikam, onde ele aplica uma análise profunda sobre a questão da Unidade através da metáfora do espelho. Nesta metáfora, al-Arabi compara um objeto refletido em inúmeros espelhos ao relacionamento entre Deus e suas criaturas. A essência de Deus é vista no ser humano existente, como Deus é o objeto e os seres humanos são os espelhos. Significando duas coisas, que desde que os humanos são meros reflexos de Deus, não pode haver distinção ou separação entre os dois, e sem Deus, as criaturas seriam inexistentes. Quando um indivíduo entende que não há separação entre humano e Deus, ele se inicia no caminho da unidade última. Essa metafísica da filosofia sufi também é narrada no Hádice: "Quem se reconheceu, sem dúvida reconheceu seu Rab (Alá)".

## Cosmologia
A cosmologia sufi (em árabe: الكوزمولوجية الصوفية) é um termo geral para doutrinas cosmológicas associadas ao misticismo ou ao sufismo. Elas podem diferir de um lugar para outro, da ordem da ordem e do tempo, mas mostram de maneira geral a influência de várias cosmografias diferentes, como o testamento do Alcorão sobre Deus e os seres imateriais, a alma e a vida após a morte, o começo e o fim das coisas., os sete céus etc.; as visões neoplatônicas apreciadas por filósofos islâmicos como Ibn Sina/Avicenna e Ibn Arabi; ou o mundo geocêntrico esférico hermético-ptolomaico. O plano cosmológico explica a criação por emanação sucessiva de mundos, conforme ensinado por Plotino. Na terminologia sufi islâmica, elas também são conhecidas como "Tanzalat-e-Satta" (6 etapas). Depois de Husayn ibn Ali, Abu Saeed Mubarak Makhzoomi foi quem discutiu esses níveis em seu livro em árabe chamado Tohfa Mursala.

## Lataif-e-sitta
Partindo dos versículos do Alcorão, praticamente todos os sufis distinguem Lataif-como-Sitta ("as seis sutilezas") como: Nafs, Qalb, Sirr, Ruh, Khafi e Akhfa . Estes lataif (singular: latifa) designam vários "órgãos" psicoespirituais ou, às vezes, faculdades de percepção sensorial e suprassensorial. Pensa-se que sejam partes do eu de maneira semelhante à maneira como glândulas e órgãos fazem parte do corpo.

## Corpos sutis

### Ruh (espírito)
Alguns místicos denominaram ruh como "batin" ou "o eu esotérico" ou "qalb". O sufi acredita principalmente em uma alma forte, pois o aproxima do Divino. A alma é fortalecida pelo treinamento espiritual dado pelo guia espiritual perfeito. Isso finalmente leva à proximidade de Alá. Também é declarado no hadith Qudsi que "quem se reconhece, sem dúvida, reconheceu o seu Alá ". Portanto, a morte não é o fim, mas, na verdade, é o começo da vida eterna, que só é concedida à alma e não ao corpo.

### Nasma
Nasma é o termo sufi para o corpo sutil ou astral. Não deve ser confundido com o Ruh (espírito) que transcende tanto a nasma quanto a forma física.

### Corpo físico
O sufismo demarca o corpo físico do Nasma. De acordo com as crenças sufis, o corpo físico é um reflexo do corpo espiritual ou 'batin' ou 'ruh', como também afirmado em um dos famosos hádices do profeta Maomé: "Ações são apenas por intenções".

## Estados espirituais

### Haal
Um haal é um estado de consciência, geralmente um produto de práticas espirituais, reconhecidas no sufismo. Cada haal (estado) está associado a um maqaam (estação) ao longo do caminho espiritual.

### Manzil
Um manzil que literalmente significa destino, é uma terminologia no sufismo, é um plano de consciência. Existem sete manzils ao longo do caminho para Deus. Os manzils também são partes do Alcorão que ajudam a proteger de feitiçaria.

### Maqaam
Um maqaam é a sua posição espiritual ou nível de desenvolvimento, distinto do seu haal, ou estado de consciência. Isso é visto como o resultado do esforço de alguém para se transformar, enquanto o haal é uma dádiva.

## Conceitos em Gnose

### Fanaa
Fanaa é o termo sufi para extinção. Significa aniquilar o eu e realizar a Deus, mantendo-se fisicamente vivo. Diz-se que as pessoas que entraram neste estado não tem existência fora dele e estão em completa união com Alá. A natureza de Fanaa consiste na eliminação de más ações e atributos inferiores da carne. Em outras palavras, Fanaa é a abstenção do pecado e a expulsão do coração de todo amor outro que não seja o Amor Divino; expulsão da ganância, luxúria, desejo, vaidade, exibição etc. No estado de Fanaa, a realidade do verdadeiro e único o relacionamento se afirma na mente. Percebe-se que o único relacionamento real é com Alá.

### Baqaa
A baqaa de uma pessoa, que literalmente significa "permanência", é um termo na filosofia sufi que descreve um estado particular da vida com Deus e é um manzil ou adobe que vem depois da estação de fanaa. Inayat Khan escreve em seu livro Uma mensagem sufi de liberdade espiritual: "A perfeição ideal, chamada Baqa pelos sufis, é denominada 'Najat' no Islã, 'Nirvana' no budismo, 'Salvação' no cristianismo e 'Mukhti' no hinduísmo. Esta é a condição mais alta possível, e todos os profetas e sábios antigos a experimentaram e a ensinaram ao mundo: Baqa é o estado original de Deus. Nesse estado, todo ser deve chegar algum dia, consciente ou inconscientemente, antes ou depois da morte. O começo e o fim de todos os seres são os mesmos, diferença apenas existente durante a jornada."

### Yaqeen
Yaqeen é geralmente traduzido como "certeza" e é considerado o ápice de muitos maqaams (estações) pelas quais o caminho da walaya (às vezes traduzido como santidade) é totalmente concluído.

## Outros conceitos

### Haqiqa
Haqiqa ou Haqiqat é o termo Sufi para a verdade suprema ou realidade absoluta.

### Marifa
Marifa (ou 'marifah') significa literalmente conhecimento ou reconhecimento. Segundo o misticismo, a verdade por trás da criação do homem e a essência de todas as orações é o reconhecimento de Alá. O termo é usado pelos muçulmanos sufistas para descrever o conhecimento intuitivo místico, o conhecimento da verdade espiritual alcançada através de experiências extáticas, em vez de revelada ou adquirida racionalmente.

### Ihsan
Ihsan é um termo árabe que significa "perfeição" ou "excelência". Ihsan é o objetivo ou objetivo das práticas sufis e é alcançado quando um buscador se rende e se submete completamente à vontade de Alá.